# Монитор (ратни брод)
Монитор (енгл. Monitor) је ратни брод наоружан са 1-4 топа великог калибра у кулама, заштићен јаким оклопом, мале брзине и радијуса дејства, и слабих поморачких особина. Грађен је за дејства у обалном морском подручју и на рекама, а употребљава се за уништавање и неутралисање батерија и других објеката на обали, артиљеријску подршку крила копнене војске, поморског десанта и трупа при форсирању реке. Посебан тип овог брода је речни монитор.

## Историја

### Амерички грађански рат
У почетку Америчког грађанског рата (1861-1865), ратни бродови на једра (фрегате, корвете и бомбарде) нису били ефикасни у борби против обалских батерија, нарочито оклопњаче Меримак држава Конфедерације. Државе Уније су 1862. по пројекту Џона Ериксона изградиле Монитор, нову врсту гвозденог оклопног ратног брода на парни погон, депласмана око 1.250 т, наоружаног са два топа од 280 мм, смештена у оклопљену окретну кулу, уграђену у средину палубе. Бокови брода били су заштићени гвозденим оклопним појасом дебљине 76-127 мм по целој дужини брода, а палуба оклопом дебљине од 25 мм; јарболе није имао.
После успешног боја Монитора са оклопњачом Меримак, државе Севера су током рата изградиле за операције у обалном морском подручју око 20 монитора (типови Pasaoic и Canonicus), а за дејства на Мисисипију и Тенесију око 30 речних монитора газа до 1.3 м (типови Casco, Etlah). Да би оспособили мониторе за пловидбу на отвореном мору, државе Севера су по пројектима Ериксона и  Џозефа Ишервуда (енгл. Joseph Isherwood) изградиле 6 монитора (енгл. ocean-going monitor) великог депласмана (преко 3.600 т) и јаких машина које су развијале брзину око 15 чворова ( типови Puritan и Miantonomah), али већ на пробној пловидби 1866. монитора  Miantonomah за Европу и монитора Monadnock око Јужне Америке за Калифорнију, показало се да располажу малом резервном пловношћу и слабим поморачким особинама.

### Ширење у Европи
Амерички монитори постали су узор по којем су европске државе Северног и Балтичког мора градиле мониторе.